# Metacommunity
|  | Dieser Artikel wurde aufgrund von formalen oder inhaltlichen Mängeln in der Qualitätssicherung Biologie zur Verbesserung eingetragen. Dies geschieht, um die Qualität der Biologie-Artikel auf ein akzeptables Niveau zu bringen. Bitte hilf mit, diesen Artikel zu verbessern! Artikel, die nicht signifikant verbessert werden, können gegebenenfalls gelöscht werden. Lies dazu auch die näheren Informationen in den Mindestanforderungen an Biologie-Artikel. |

Der Begriff Metacommunity kommt aus der Gemeinschaftsökologie, welche sich hauptsächlich mit Theorien zur Abundanz, Interaktion und räumlichen Ausbreitung von Arten befasst. Metacommunities setzen sich aus verschiedenen, miteinander interagierenden Artengemeinschaften zusammen. Die verschiedene Artengemeinschaften sind wiederum durch die räumliche Ausbreitung verschiedener Arten miteinander verbunden. Der Begriff Metacommunity verbindet die Bedeutung lokaler Faktoren, die für die Zusammensetzung von Artengemeinschaften bedeutsam sind (wie Umweltbedingungen, Konkurrenz und Prädation) mit regionalen Faktoren (wie die räumliche Ausbreitung von Individuen). 
Es gibt vier Theorien, die beschreiben, wie sich Gemeinschaften in einer Metacommunity zusammensetzen:

## Patch dynamics
Die Theorie der patch dynamics beschreibt die Artenzusammensetzung entlang mehrerer identischer patches, z. B. Inseln. Demnach können zum einen patches von Arten besiedelt werden, die sich gegen weniger konkurrenzfähige Arten durchsetzen. Zum anderen können noch nicht besiedelte patches durch räumliche Ausbreitung von weniger konkurrenzfähigen Arten besiedelt werden. Diese Theorie beruht unter anderem auf der Inselbiogeographie nach Robert H. MacArthur und Edward O. Wilson. 

## Species sorting
Bei der species sorting Theorie wird die Abundanz und Zusammensetzung von Arten innerhalb einer Metacommunity von der ökologischen Heterogenität bestimmt, sodass manche lokalen Umweltbedingungen bestimmte Arten begünstigen. Daher können sich manche Arten, die gut an die Umweltbedingungen in einem patch angepasst sind besser gegen weniger gut angepasste Arten durchsetzen.

## Quelle-Senke-Dynamik
Diese Theorie beschreibt den Einfluss der Qualität eines Lebensraums auf das Wachstum und die räumliche Ausbreitung einer Art. Hierbei wird von zwei verschiedenen patches ausgegangen, die von derselben Art besiedelt werden können. Ein patch weist dabei eine hohe Qualität des Lebensraums für die Art auf (Quelle) und die Population wächst. Ein anderes patch weist eine niedrige Qualität des Lebensraums für die Art auf (Senke) und die Population der Art nimmt ab und breitet sich in andere patches aus.

## Neutrale Theorie
Die neutrale Theorie nimmt an, dass Arten über die gleiche Konkurrenz- und Verbreitungseigenschaften verfügen und die Zusammensetzung und Abundanz von Arten primär durch stochastische Prozesse und Limitierung von räumlicher Ausbreitung bestimmt wird. Diese Theorie beruht auf der Arbeit „Unified neutral theory of biodiversity“ von Stephen Hubbel. 